# Vilhelm Maar
Edvard Vilhelm Emil Maar, född den 8 juni 1871 i Odense, död den 18 maj 1940, var en dansk medicinhistoriker.
Maar blev medicine kandidat 1896, doktor 1902, var 1901–1910 läkare vid ett tuberkulossanatorium och 1904–1910 därjämte assistent vid fysiologiska laboratoriet samt blev 1911 docent och var 1916–1933 professor vid universitetet i medicinens historia. Han behandlade särskilt medicinens historia under 1600-talet och utgav flera viktiga skrifter från denna tid, av bland andra Nicolaus Steno och Thomas Bartholin.